# Grote Prijs Raf Jonckheere 1961
De 11e editie van de Belgische wielerwedstrijd Grote Prijs Raf Jonckheere werd verreden op 24 juli 1961. De start en finish vonden plaats in Westrozebeke. De winnaar was André Noyelle, gevolgd door Georges Decraeye en Oswald Declercq.

## Uitslag
| Grote Prijs Raf Jonckheere 1961 |                  |                          |      |
| Plaats                          | Naam             | Ploeg                    | Tijd |
| Winnaar                         | André Noyelle    | Flandria-Wiel's          |      |
| 2                               | Georges Decraeye | Alcyon-Leroux            |      |
| 3                               | Oswald Declercq  | Groene Leeuw-SAS-Sinalco |      |

1951 · 1952 · 1953 · 1954 · 1955 · 1956 · 1957 · 1958 · 1959 · 1960 · 1961 · 1962 · 1963 · 1964 · 1965 · 1966 · 1967 · 1968 · 1969 · 1970 · 1971 · 1972 · 1973 · 1974 · 1975 · 1976 · 1977 · 1978 · 1979 · 1980 · 1981 · 1982 · 1983 · 1984 · 1985 · 1986 · 1987 · 1988 · 1989 · 1990 · 1991 · 1992 · 1993 · 1994 · 1995 · 1996 · 1997 · 1998 · 1999 · 2000 · 2001 · 2002 · 2003 · 2004 · 2005 · 2006 · 2007 · 2008 · 2009 · 2010 · 2011 · 2012 · 2013 · 2014 · 2015 · 2016 · 2017 · 2018 · 2019 · 2020 · 2021 · 2022